# NGC 4005
NGC 4005 是一个位于狮子座的螺旋星系，其位置接近后发座边缘，由威廉·赫歇爾于1785年4月6日发现。该星系较为暗淡，其视星等约为13.0。
1986年，美国天文学家芭芭拉·A·威廉姆斯发现，當他觀測以NGC 4005為中心的23個星系時，該組星系沿着主軸具有趨向性。在该组星系中，星系的方位和速度过渡之间有较大关联。威廉姆斯假定這組星系以小於40億年的週期旋轉，但存在其他解釋。 